# USS Balch (DD-363)
USS Balch (DD-363) là một tàu khu trục lớp Porter được Hải quân Hoa Kỳ chế tạo vào giữa những năm 1930. Nó là chiếc tàu chiến thứ hai của Hải quân Hoa Kỳ được đặt tên theo Chuẩn đô đốc George Beall Balch (1821-1908), người tham gia cuộc Chiến tranh Mexico-Hoa Kỳ và cuộc Nội chiến Hoa Kỳ. Balch đã phục vụ trong Chiến tranh Thế giới thứ hai cho đến khi xung đột kết thúc, được cho ngừng hoạt động năm 1945 và bị bán để tháo dỡ năm 1946.

## Thiết kế và chế tạo
Balch được đặt lườn vào ngày 16 tháng 5 năm 1934 tại xưởng tàu của hãng Bethlehem Shipbuilding Corporation ở Quincy, Massachusetts. Nó được hạ thủy vào ngày 24 tháng 3 năm 1936, được đỡ đầu bởi cô Gertrude Balch, cháu nội Chuẩn đô đốc Balch; và được cho nhập biên chế vào ngày 20 tháng 10 năm 1936 dưới quyền chỉ huy của Hạm trưởng, Trung tá Hải quân T. C. Latimore.

## Lịch sử hoạt động

### Trước chiến tranh
Sau khi được đưa vào hoạt động, Balch phục vụ trong một thời gian trực tiếp dưới quyền Văn phòng Ban Tác chiến Hải quân. Nó khởi hành từ Newport, Rhode Island vào tháng 10 năm 1937 để đi sang khu vực Thái Bình Dương, và sau khi đi đến đã gia nhập Đội khu trục 7 trực thuộc Lực lượng Chiến Trận. Sau đó, lần lượt trong vai trò soái hạm của Hải đội Khu trục 12 rồi của Hải đội Khu trục 6, nó tham gia các cuộc huấn luyện, thực hành hạm đội và tập trận tại Thái Bình Dương cũng như tại vùng biển Caribe. Sau khi tham gia cuộc tập trận Vấn đề Hạm đội XXI tại Trân Châu Cảng, nó đi đến Xưởng hải quân Mare Island cho một đợt đại tu vào mùa Xuân năm 1940. Hoàn tất việc sửa chữa, nó tuần tự thực hiện sáu chuyến đi lại giữa vùng quần đảo Hawaii và vùng bờ Tây từ tháng 8 năm 1940 đến tháng 12 năm 1941.

### Thế Chiến II
Vào ngày 1 tháng 12 năm 1941, Balch ra khơi trong thành phần Lực lượng Đặc nhiệm 8, và vẫn đang ở cùng đơn vị này vào lúc diễn ra cuộc tấn công Trân Châu Cảng vào ngày 7 tháng 12. Nó tuần tra tại khu vực Đông Thái Bình Dương trong những tháng chiến tranh đầu tiên, tham gia cuộc bắn phá đảo Tarawa thuộc quần đảo Marshall vào ngày 1 tháng 2 năm 1942. Từ tháng 2 năm 1942 đến tháng 6 năm 1944, nó hoạt động hộ tống, tuần tra và hỗ trợ hỏa lực cho các hoạt động bắn phá đảo Wake vào ngày 24 tháng 2 năm 1942; cuộc không kích Doolittle vào ngày 18 tháng 4 năm 1942; trận Midway từ ngày 4 đến ngày 7 tháng 6 nơi nó đã vớt 545 người sống sót từ chiếc tàu sân bay Yorktown; cuộc đổ bộ lên Guadalcanal từ ngày 7 đến ngày 30 tháng 8; chiếm đóng Attu thuộc quần đảo Aleut từ ngày 11 tháng 5 đến ngày 2 tháng 6 năm 1943; các cuộc đổ bộ lên Toem-Wakde-Sarmi từ ngày 25 tháng 5 đến ngày 28 tháng 5 năm 1944; và cuộc chiếm đóng đảo Biak từ ngày 28 tháng 5 đến ngày 18 tháng 6.
Vào ngày 15 tháng 7 năm 1944, Balch đi đến New York. Từ ngày 2 tháng 8 năm 1944 đến ngày 23 tháng 5 năm 1945, nó hoàn tất năm chuyến đi vượt Đại Tây Dương đến nhiều cảng khác nhau thuộc Bắc Phi. Đến ngày 16 tháng 6 năm 1945, chiếc tàu khu trục được chuẩn bị cho ngừng hoạt động tại Philadelphia, Pennsylvania. Nó xuất biên chế vào ngày 19 tháng 10 năm 1945 và bị tháo dỡ vào năm 1946.

## Phần thưởng
Balch được tặng thưởng sáu Ngôi sao Chiến trận do thành tích phục vụ trong  Chiến tranh Thế giới thứ hai.